# Gerd Eiermann
Gerd Eiermann (* 10. März 1954) ist ein ehemaliger deutscher Segler.

## Werdegang
Eiermann gewann laut seinem Verein, dem Duisburger Yacht-Club, mehr als 50 Meistertitel im In- und Ausland. Er wurde deutscher Meister in der Bootsklasse Kielzugvogel (1988, 1989, 1991, 1994, 1995, 1998, 1999, 2001, 2002), 1993 in der Klasse H-Boot und in der Klasse Schwertzugvogel in den Jahren 1989, 1990, 1991, 1992, 1993, 1995, 1996, 1997, 1998, 1999, 2000, 2001, 2002 und 2003.
Bei der Kieler Woche holte Eiermann bis 2001 insgesamt 15 Siege. Im Juni 2004 erlitt er bei einem Verkehrsunfall im Vorfeld der Segelgroßveranstaltung schwere Verletzungen und begann erst rund elf Monate später wieder mit dem Segeln. Er wurde als Trainer tätig, unter anderem beim Segler-Verband Nordrhein-Westfalen.
Eiermann baute in Duisburg einen Handel für Boote und Segelbedarf auf.